# Centre des sciences agraires
Le Centre des sciences agraires (CCA) est créé en 1975. Il constitue l'un des départements de l'université fédérale de Santa Catarina (UFSC).
La mission du CCA est de promouvoir le développement des sciences agraires à travers la gestion, l'organisation, l'évaluation et la diffusion des connaissances scientifiques et techniques et la formation de professionnels, contribuant au bien être social et à l'usage rationnel des ressources naturelles.
L'objectif du CCA est d'être reconnu comme un centre de référence national aux niveaux d'étude suivants : graduation et post-graduation, orientées par des principes de durabilité dans l’utilisation des ressources naturelles, la gestion de connaissances techniques scientifiques et dans les interactions avec la communauté.